# Горбачевич, Кирилл Сергеевич
Кири́лл Серге́евич Горбаче́вич (20 мая 1925 — 2 ноября 2005) — советский и российский лингвист, топонимист, краевед, писатель, доктор филологических наук, профессор, главный научный сотрудник Института лингвистических исследований РАН, автор «Словаря эпитетов» (в соавторстве с Е. П. Хабло), многочисленных справочников и публикаций.

## Биография
Участник Великой Отечественной войны с января 1943 года, защищал Ленинград. В 1985 году награждён орденом Отечественной войны I степени и орденом Славы III степени.
В 1950 году поступил на филологический факультет Ленинградского государственного университета, который окончил в 1955 году по отделению журналистики.
Доктор филологических наук, профессор. С 1960 года — сотрудник словарного отдела Института лингвистических исследований РАН. Работал также в Ленинградском государственном университете, с 1958 года — на кафедре русского языка филологического факультета.
Автор более 140 научных работ, в том числе 7 книг.
Главный редактор «Большого академического словаря русского языка» в 20 томах (первых 9 томов).
В соавторстве с бывшим однокурсником Е. П. Хабло написал книгу «Почему так названы? О происхождении названий улиц, площадей, островов, рек и мостов Ленинграда». Книга, вышедшая в 1967 году, впоследствии переиздавалась ещё шесть раз (последний — в 2002 году) и долгие годы являлась единственным и очень популярным справочником по современной и исторической топонимии Ленинграда-Петербурга.

## Цитаты
- О развитии языка: «Но что стоят вкусовые оценки перед объективными закономерностями развития языка! Ведь многое, что казалось разрушительным для языка и вызывало гневное осуждение, впоследствии оказывалось необходимым и даже благодетельным» («Дано ли нам предугадать», статья)[10]. (ср.: «История языка убедительно свидетельствует о том, что многие, на первый взгляд разрушительные, новообразования оказывались в действительности весьма благодетельными и способствовали языковому прогрессу»[11].)
- О «Современном орфоэпическом словаре русского языка»: «Если меня ругают все, значит, я сделал хороший справочник»[12].
- Об отношении к книге в древности (цитата приводится К. С. Горбачевичем как пример древнего наставления о бережном отношении к церковным книгам): «Если какой-нибудь поп или дьякон, прочитав, не застёгивает всех застёжек, то пусть будет проклят!»[13].

## Публикации

### Монографии
- Горбачевич К. С. Вариантность слова и языковая норма: На материале современного русского языка. — Л.: Наука (Ленингр. отд-ние), 1979. — 238 с.
- Горбачевич К. С. Дано ли нам предугадать? (О будущем русского языка) // Русистика. — Берлин. — 1990. — № 2. — с. 70-80.
- Горбачевич К. С. Русский язык. Прошлое. Настоящее. Будущее: Иностранцам о русском языке: Книга для чтения с комментариями [Слов. и коммент. Т. Позняковой]. — М.: Русский Язык, 1990. — 278 с.
- К. С. Горбачевич Словарь трудностей современного русского языка. — СПб.: Норинт, 2003. — 512 с. — ISBN 5-7711-0160-5
- Горбачевич К. С. Словарь сравнений и сравнительных оборотов в русском языке. — М.: АСТ, 2004. — 288 с.
- Горбачевич К. С. Краткий словарь синонимов русского языка. — М.: Эксмо, 2005. — 480 с. — ISBN 5-699-10855-6
- Горбачевич К. С. Словарь синонимов русского языка. — М.: Эксмо, 2007. — 608 с. — ISBN 978-5-699-09817-0
- Горбачевич К. С. Современный орфоэпический словарь русского языка. — М.: АСТ, 2009. — 476 с. — ISBN 978-5-17-058265-5

### В соавторстве
- Горбачевич К. С., Стрелков И. А., Хабло Е. П. Славные имена. — Л:. Лениздат, 1965.
- Горбачевич К. С., Хабло Е. П. Почему так названы? О происхождении названий улиц, площадей, островов, рек и мостов в Ленинграде. — Л.: Лениздат, 1967. — 470 с.
- Вьюник В. А., Горбачевич К. С., Зуева Т. А. Ленинград от А до Я. (Справочник). — Л.: Лениздат, 1971. — 312 с.
- Филин Ф. П., Сороколетов Ф. П., Горбачевич К. С. О новом издании «Словаря современного русского литературного языка» (в семнадцати томах) // Вопросы языкознания. — 1976. — № 3. — с. 11.
- Горбачевич К. С., Хабло Е. П.  Словарь эпитетов русского литературного языка. — Л.: Наука (Ленингр. отд-ние), 1979. — 567 с.

### Редактирование и составление
- Трудности словоупотребления и варианты норм русского литературного языка. Словарь-справочник / Ред. К. С. Горбачевич. — Л.: Наука, 1973. — 520 с.
- Словарь современного русского литературного языка. В 20 тт. / Гл. ред К. С. Горбачевич. — М.: Русский язык, 1991—1994 (изданы шесть томов)
- Большой академический словарь русского языка. В 30 тт. / Гл. ред К. С. Горбачевич. — СПб.: Наука, 2004— (редактор первых девяти томов)